# BSA 557cc-modellen
De BSA 557cc-modellen vormden een serie motorfietsen die het Britse merk BSA uit Birmingham produceerde van 1914 tot 1932. 

## Voorgeschiedenis
BSA was ontstaan door een samenwerkingsverband van wapensmeden in Birmingham (de Birmingham Small Arms Trade Association). Omdat de meeste opdrachten voor wapens naar Britse staatsbedrijven gingen was men al begonnen met de productie van fietsen, waarvoor BSA Cycles Ltd. werd opgericht. Daar produceerde men aanvankelijk framedelen waardoor fietsen konden worden uitgerust met inbouwmotoren van het "Minerva-type". Ook met de productie van BSA-auto's was een begin gemaakt. In 1910 nam men twee belangrijke besluiten: om de autoproductie op te voeren werd de Daimler Company Limited overgenomen en toen begon men ook met de productie van 500cc-motorfietsen van de 3½ HP-serie. Dit waren zeer eenvoudige modellen zonder versnellingsbak en met riemaandrijving. Alleen het Model C had twee versnellingen dankzij een naafversnelling in het achterwiel.

### 557cc-modellen
In 1914 begon men meer aandacht te geven aan de vraag naar zijspantrekkers. Daarvoor werd de slag van 88 mm op 98 mm gebracht waardoor de cilinderinhoud werd vergroot naar 556,1 cc. Bovendien kregen de nieuwe modellen H en K beiden een drieversnellingsbak. 

### Model H
Het BSA Model H had dus een zijklepmotor met een boring van 85 mm en een slag van 98 mm. Beide kleppen zaten aan de rechterkant en de uitlaatnokkenas dreef via een kettinkje ook de M-L-ontstekingsmagneet aan. BSA had een eigen carburateur ontwikkeld. Zoals in die tijd gebruikelijk had werd de motor gesmeerd via een total loss-smeersysteem waarvoor de olie in een apart compartiment in de flattank zat. Het rijwielgedeelte was een open brugframe waarvan de motor een dragend deel was. Voor was een girder-voorvork met een enkele veer gemonteerd, achtervering was er niet. De primaire aandrijving gebeurde vanwege de versnellingsbak noodzakelijkerwijs met een ketting. De meervoudige natte plaatkoppeling had stalen platen en platen die waren voorzien van een bekleding met kurk. De drieversnellingsbak was handgeschakeld met een pook rechts van de tank. Ook de secundaire transmissie geschiedde met een ketting. De machine had als toermotor annex zijspantrekker treeplanken. Zowel voor als achter zat een dummy belt rim brake. Dat was een rem die werkte op een soort van poelie. Voor werd ze met een hendel aan het stuur bediend, achter via een pedaal dat links zat, maar de bedieningsstang zat rechts van de motor. Beide aandrijfkettingen liepen in een volledig gesloten kettingkast. Verder had de machine zowel een voor- als een achterwielstandaard en een bagagedrager waaraan twee leren tasjes met boordgereedschap hingen. 

### Model K
In de jaren tien waren klanten niet altijd gecharmeerd van kettingaandrijving. Men was riemaandrijving gewend en kettingen konden ook snel breken door de zware schokken die de arbeidsslagen leverden. Daarom stapte BSA nog niet af van de riemaandrijving en daar werd het Model K mee uitgerust. Het Model K had twee remmen in het achterwiel: een echte belt rim brake en daarnaast ook nog een dummy belt rim brake.

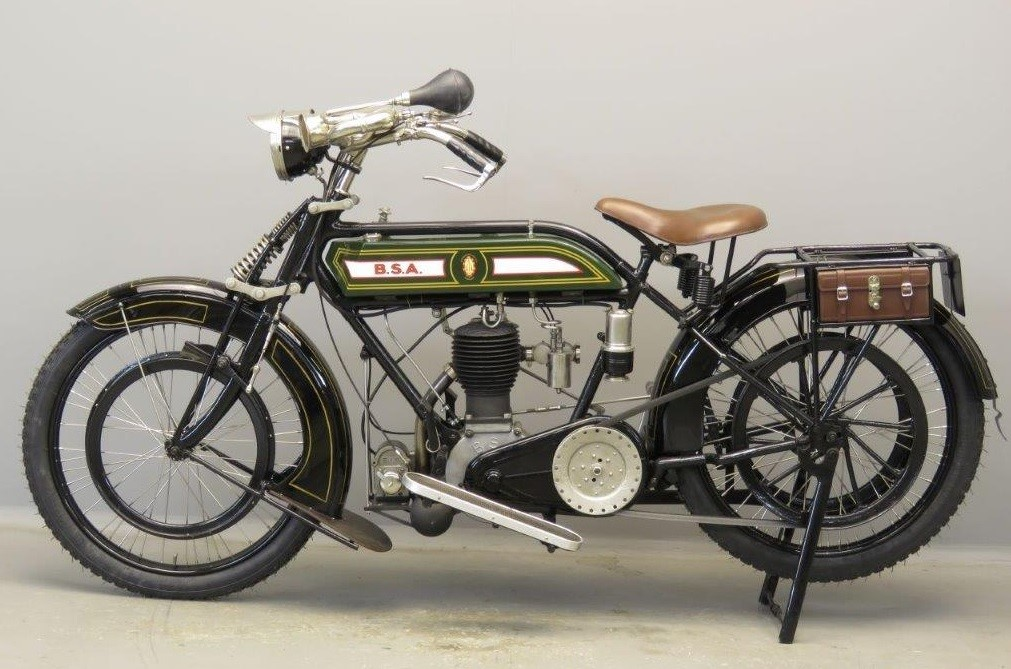
Het typerende verschil tussen het Model K en het Model H. Het Model K had een chain-cum-belt drive met een primaire ketting en een secundaire riem...
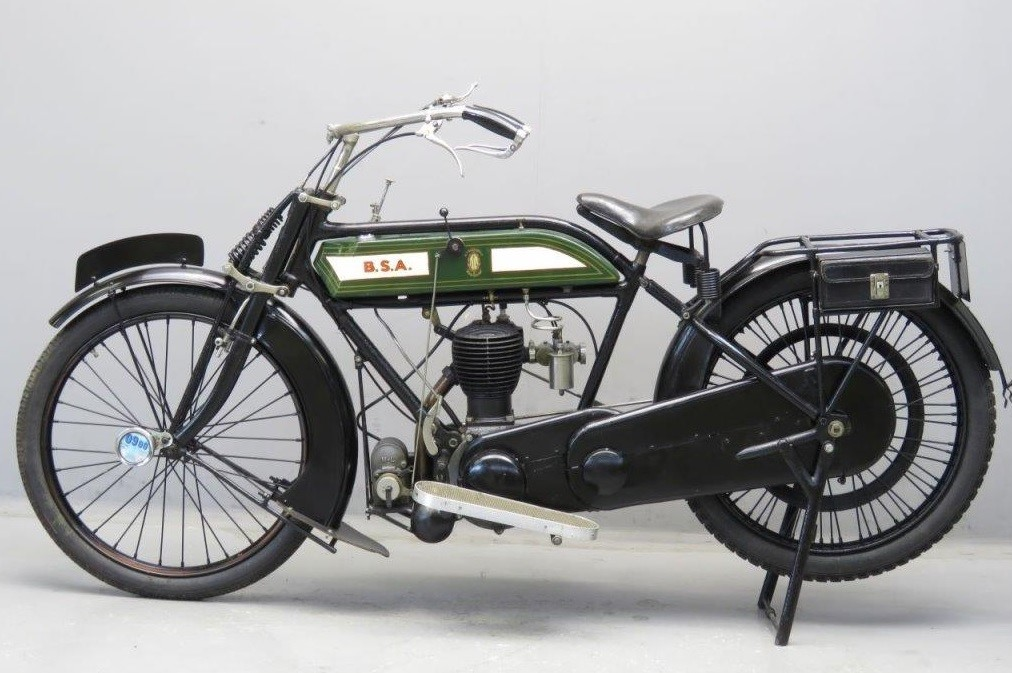
...en het Model H had volledige kettingaandrijving.
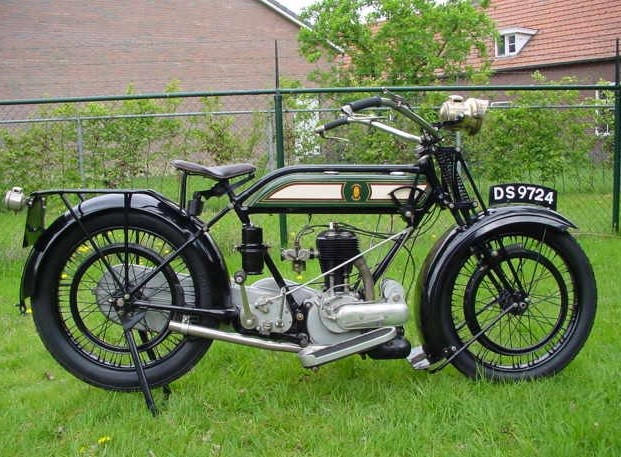
De "Colonial"-versie uit 1924 had alleen wat diepere spatborden.

### Modellen H2 en K2
De modellen H2 en K2 verschenen in resp. 1921 en 1920. De uitvoering was grotendeels gelijk aan de Modellen H en K, maar de bediening van koppeling en remmen verliepen nu met bowdenkabels. Ook werden de kettingkasten licht gewijzigd en van aluminium in plaats van zwart gelaakt plaatwerk. Het riemaangedreven Model K2 verdween na 1922, het Model H2 behield zijn naam tot en met 1924 en bleef daarna in productie onder andere typenamen. 

### Modellen H25, H25 De Luxe, H 26, H26 De Luxe, H27 en H28
Vanaf 1925 voerde BSA de jaartallen toe aan de typenummers. Het Model K was al lang uit de markt, maar het Model H kreeg nu de duurdere "De Luxe"-uitvoering en de goedkopere standaardversie. Bovendien werd het smeersysteem gemoderniseerd. De machines kregen een dry-sumpsysteem met de olietank onder het zadel, maar de total loss smering met het handpompje op de tank bleef ter ondersteuning. In 1926 vonden er geen wijzigingen plaats. In 1927 en 1928 was er geen sprake meer van de De Luxe-uitvoering, maar de BSA H28 kreeg wel trommelremmen. Daarmee was BSA laat, AJS gebruikte ze al in 1913. 

### H29 De Luxe
De BSA H29 uit 1929 onderging flinke wijzigingen. De machine kreeg een zadeltank, maar de handschakeling werd gehandhaafd. Het motorblok werd uitgevoerd als sloper, met een vooroverhellende cilinder waar BSA mee begonnen was en die min of meer een modeverschijnsel werd. De ontstekingsmagneet verhuisde naar de achterkant van de cilinder. Hoewel de machine nog steeds een dry-sump-smeersysteem had, zat de olie nu in het motorblok. 

### H30-8 en H30-10 De Luxe
Vanaf 1930 werd naast het bouwjaar ook het catalogusnummer toegevoegd. Zo ontstond de BSA H30-8 (achtste in de catalogus) en de BSA H30-10 (tiende in de catalogus). Daar tussen stond de BSA S30-9 De Luxe, de Luxe versie van de zeer vergelijkbare 500cc-zijklepper.

### H31-8 De Luxe en H32-9 De Luxe
In 1931 was er alleen nog sprake van een Luxe-model, dat in 1931 als achtste en in 1932 als negende in de catalogus stond.

## Einde productie
De 557cc-modellen werden in 1933 opgevolgd door 600cc-versies, te beginnen met de BSA M33-10.

## Technische gegevens
| BSA Model              | H                           | K                           | H2                          | K2                          | H25                         | H25 De Luxe                 | H26                         | H 26 De Luxe                | H27                         | H28                         | H29 De Luxe                 | H30-8                       | H30-10 De Luxe              | H31-8 De Luxe               | H32-9 De Luxe               |
| ---------------------- | --------------------------- | --------------------------- | --------------------------- | --------------------------- | --------------------------- | --------------------------- | --------------------------- | --------------------------- | --------------------------- | --------------------------- | --------------------------- | --------------------------- | --------------------------- | --------------------------- | --------------------------- |
| Periode                | 1914-1920                   | 1914-1920                   | 1921-1924                   | 1920-1921                   | 1925                        | 1925                        | 1926                        | 1926                        | 1927                        | 1928                        | 1929                        | 1930                        | 1930                        | 1931                        | 1932                        |
| Categorie              | Toer / zijspantrekker       | Toer / zijspantrekker       | Toer / zijspantrekker       | Toer / zijspantrekker       | Toer / zijspantrekker       | Toer / zijspantrekker       | Toer / zijspantrekker       | Toer / zijspantrekker       | Toer / zijspantrekker       | Toer / zijspantrekker       | Toer / zijspantrekker       | Toer / zijspantrekker       | Toer / zijspantrekker       | Toer / zijspantrekker       | Toer / zijspantrekker       |
| Motortype              | Zijklepmotor                | Zijklepmotor                | Zijklepmotor                | Zijklepmotor                | Zijklepmotor                | Zijklepmotor                | Zijklepmotor                | Zijklepmotor                | Zijklepmotor                | Zijklepmotor                | Zijklepmotor                | Zijklepmotor                | Zijklepmotor                | Zijklepmotor                | Zijklepmotor                |
| Bouwwijze              | Staande eencilinder         | Staande eencilinder         | Staande eencilinder         | Staande eencilinder         | Staande eencilinder         | Staande eencilinder         | Staande eencilinder         | Staande eencilinder         | Staande eencilinder         | Staande eencilinder         | Sloper                      | Sloper                      | Sloper                      | Sloper                      | Sloper                      |
| Koeling                | Lucht                       | Lucht                       | Lucht                       | Lucht                       | Lucht                       | Lucht                       | Lucht                       | Lucht                       | Lucht                       | Lucht                       | Lucht                       | Lucht                       | Lucht                       | Lucht                       | Lucht                       |
| Boring                 | 85 mm                       | 85 mm                       | 85 mm                       | 85 mm                       | 85 mm                       | 85 mm                       | 85 mm                       | 85 mm                       | 85 mm                       | 85 mm                       | 85 mm                       | 85 mm                       | 85 mm                       | 85 mm                       | 85 mm                       |
| Slag                   | 98 mm                       | 98 mm                       | 98 mm                       | 98 mm                       | 98 mm                       | 98 mm                       | 98 mm                       | 98 mm                       | 98 mm                       | 98 mm                       | 98 mm                       | 98 mm                       | 98 mm                       | 98 mm                       | 98 mm                       |
| Cilinderinhoud         | 556,1 cc                    | 556,1 cc                    | 556,1 cc                    | 556,1 cc                    | 556,1 cc                    | 556,1 cc                    | 556,1 cc                    | 556,1 cc                    | 556,1 cc                    | 556,1 cc                    | 556,1 cc                    | 556,1 cc                    | 556,1 cc                    | 556,1 cc                    | 556,1 cc                    |
| Carburateur(s)         | BSA                         | BSA                         | BSA                         | BSA                         | Amac                        | Amac                        | Amac                        | Amac                        | Amac                        | Amac                        | Amac                        | Amal                        | Amal                        | Amal                        | Amal                        |
| Smeersysteem           | Total loss                  | Total loss                  | Total loss                  | Total loss                  | Dry-sump                    | Dry-sump                    | Dry-sump                    | Dry-sump                    | Dry-sump                    | Dry-sump                    | Dry-sump                    | Dry-sump                    | Dry-sump                    | Dry-sump                    | Dry-sump                    |
| Fiscaal vermogen       | 4½ HP - 5 HP - 5½ HP - 6 HP | 4½ HP - 5 HP - 5½ HP - 6 HP | 4½ HP - 5 HP - 5½ HP - 6 HP | 4½ HP - 5 HP - 5½ HP - 6 HP | 4½ HP - 5 HP - 5½ HP - 6 HP | 4½ HP - 5 HP - 5½ HP - 6 HP | 4½ HP - 5 HP - 5½ HP - 6 HP | 4½ HP - 5 HP - 5½ HP - 6 HP | 4½ HP - 5 HP - 5½ HP - 6 HP | 4½ HP - 5 HP - 5½ HP - 6 HP | 4½ HP - 5 HP - 5½ HP - 6 HP | 4½ HP - 5 HP - 5½ HP - 6 HP | 4½ HP - 5 HP - 5½ HP - 6 HP | 4½ HP - 5 HP - 5½ HP - 6 HP | 4½ HP - 5 HP - 5½ HP - 6 HP |
| Primaire aandrijving   | Ketting                     | Ketting                     | Ketting                     | Ketting                     | Ketting                     | Ketting                     | Ketting                     | Ketting                     | Ketting                     | Ketting                     | Ketting                     | Ketting                     | Ketting                     | Ketting                     | Ketting                     |
| Koppeling              | Meervoudige natte plaat     | Meervoudige natte plaat     | Meervoudige natte plaat     | Meervoudige natte plaat     | Meervoudige natte plaat     | Meervoudige natte plaat     | Meervoudige natte plaat     | Meervoudige natte plaat     | Meervoudige natte plaat     | Meervoudige natte plaat     | Meervoudige natte plaat     | Meervoudige natte plaat     | Meervoudige natte plaat     | Meervoudige natte plaat     | Meervoudige natte plaat     |
| Versnellingen          | 3                           | 3                           | 3                           | 3                           | 3                           | 3                           | 3                           | 3                           | 3                           | 3                           | 3                           | 3                           | 3                           | 3                           | 4                           |
| Secundaire aandrijving | Ketting                     | Riem                        | Ketting                     | Riem                        | Ketting                     | Ketting                     | Ketting                     | Ketting                     | Ketting                     | Ketting                     | Ketting                     | Ketting                     | Ketting                     | Ketting                     | Ketting                     |
| Rijwielgedeelte        | Open brugframe              | Open brugframe              | Open brugframe              | Open brugframe              | Open brugframe              | Open brugframe              | Open brugframe              | Open brugframe              | Open brugframe              | Open brugframe              | Open brugframe              | Open brugframe              | Open brugframe              | Open brugframe              | Open brugframe              |
| Voorvork               | Girder-type BSA             | Girder-type BSA             | Girder-type BSA             | Girder-type BSA             | Girder-type BSA             | Girder-type BSA             | Girder-type BSA             | Girder-type BSA             | Girder-type BSA             | Girder-type BSA             | Girder-type BSA             | Girder-type BSA             | Girder-type BSA             | Girder-type BSA             | Girder-type BSA             |
| Achtervork             | Star                        | Star                        | Star                        | Star                        | Star                        | Star                        | Star                        | Star                        | Star                        | Star                        | Star                        | Star                        | Star                        | Star                        | Star                        |
| Voorrem                | Dummy belt rim              | Dummy belt rim              | Dummy belt rim              | Dummy belt rim              | Dummy belt rim              | Dummy belt rim              | Dummy belt rim              | Dummy belt rim              | Trommelrem                  | Trommelrem                  | Trommelrem                  | Trommelrem                  | Trommelrem                  | Trommelrem                  | Trommelrem                  |
| Achterrem              | Dummy belt rim +belt rim    | Dummy belt rim +belt rim    | Dummy belt rim +belt rim    | Dummy belt rim +belt rim    | Dummy belt rim +belt rim    | Dummy belt rim +belt rim    | Dummy belt rim +belt rim    | Dummy belt rim +belt rim    | Trommelrem                  | Trommelrem                  | Trommelrem                  | Trommelrem                  | Trommelrem                  | Trommelrem                  | Trommelrem                  |
| Tankinhoud             | Onbekend                    | Onbekend                    | 11,3 liter                  | 11,3 liter                  | 11,3 liter                  | 11,3 liter                  | 11,3 liter                  | 11,3 liter                  | 11,3 liter                  | 11,3 liter                  | 11,3 liter                  | 11,3 liter                  | 11,3 liter                  | 11,3 liter                  | 11,3 liter                  |